# Kære maskine
Kære maskine er det tredje studiealbum fra den danske popsanger og sangskriver Thomas Helmig. Albummet blev udgivet den 18. maj 1987 på Genlyd Grammofon. Det er ligesom forgængeren "2" (1986) udgivet som Thomas Helmig Brothers; et band der foruden Helmig bestod af guitarist Palle Torp, trommeslager Claes Antonsen, percussionist Uffe Fink Isaksen, keyboardspiller Simon West og bassist Henrik S. Poulsen.
Albummets titel er opkaldt efter sangen af samme navn, som Helmig forklarer om:
| Citat | Nummeret handler om hele den der Gnags- og TV-2-ting med, at der burde være mere plads til kærlighed og nærvær. Resten af pladen ér nærvær, og derfor synes jeg, det var sjovt at kalde pladen Kære Maskine. Man har tit fortalt mig, at jeg kun skriver om kærlighed, og så syntes jeg, det var herligt med en sang, der forklarer hvorfor. Samtidig kan folk putte alt ind i den titel. At jeg kan lide maskiner - eller at jeg kalder min kone maskine. | Citat |
|       | |       |

## Spor
Alt tekst og musik er skrevet af Thomas Helmig, undtagen "Lille pige" musik skrevet af Palle Torp.
| #   | Titel                     | Længde |
| --- | ------------------------- | ------ |
| 1.  | "Du kommer med friheden"  | 4:42   |
| 2.  | "En dreng og en pige"     | 3:35   |
| 3.  | "Kære maskine"            | 3:43   |
| 4.  | "Ikke hver dag"           | 4:03   |
| 5.  | "Ulykkelige hjerter"      | 4:20   |
| 6.  | "Lille pige"              | 3:22   |
| 7.  | "Dybt inde i mit hjerte"  | 4:04   |
| 8.  | "Endelig"                 | 2:58   |
| 9.  | "Hvisker du, hvisker jeg" | 4:23   |
| 10. | "2 timer på en natklub"   | 4:20   |
| 11. | "Baby Jane"               | 3:23   |

## Medvirkende
| - Thomas Helmig – sang, guitar, keyboard og producer - Claes Antonsen – trommer og percussion - Uffe Fink Isaksen – percussion - Henrik S. Poulsen – bas og kor - Palle Torp – guitar og kor - Simon West – keyboard - Stig Boel – trombone - Niels Hoppe – saxofon | - Knud Erik Nørgaard – flygelhorn og trompet - Søs Fenger – kor - Jacob Riis-Olsen – kor - Brothers – arrangement - Jai Winding – mixer - Shep Lonsdale – mixer - Tom Rønlov Andersen – mixer (spor 11), tekniker - Brothers – mixer (spor 11) |